# 山蓼
山蓼（学名：Oxyria digyna）为蓼科山蓼属下的一个种。